# Notogibbula
Notogibbula là một chi ốc biển trong họ Trochidae.

## Phân bố
This genus is found along the coasts of Úc và Tasmania.

## Các loài
According to the Indo-Pacific Molluscan Database, the following species with names in current use are gồm cód withtrong genus Notogibbula:
- Notogibbula bicarinata (Adams, 1854)
- Notogibbula lehmanni (Menke, 1843)
- Notogibbula maccullochi (Hedley, 1907)
- Notogibbula preissiana (Philippi, 1849)
- Notogibbula townsendi (Sowerby, 1895)

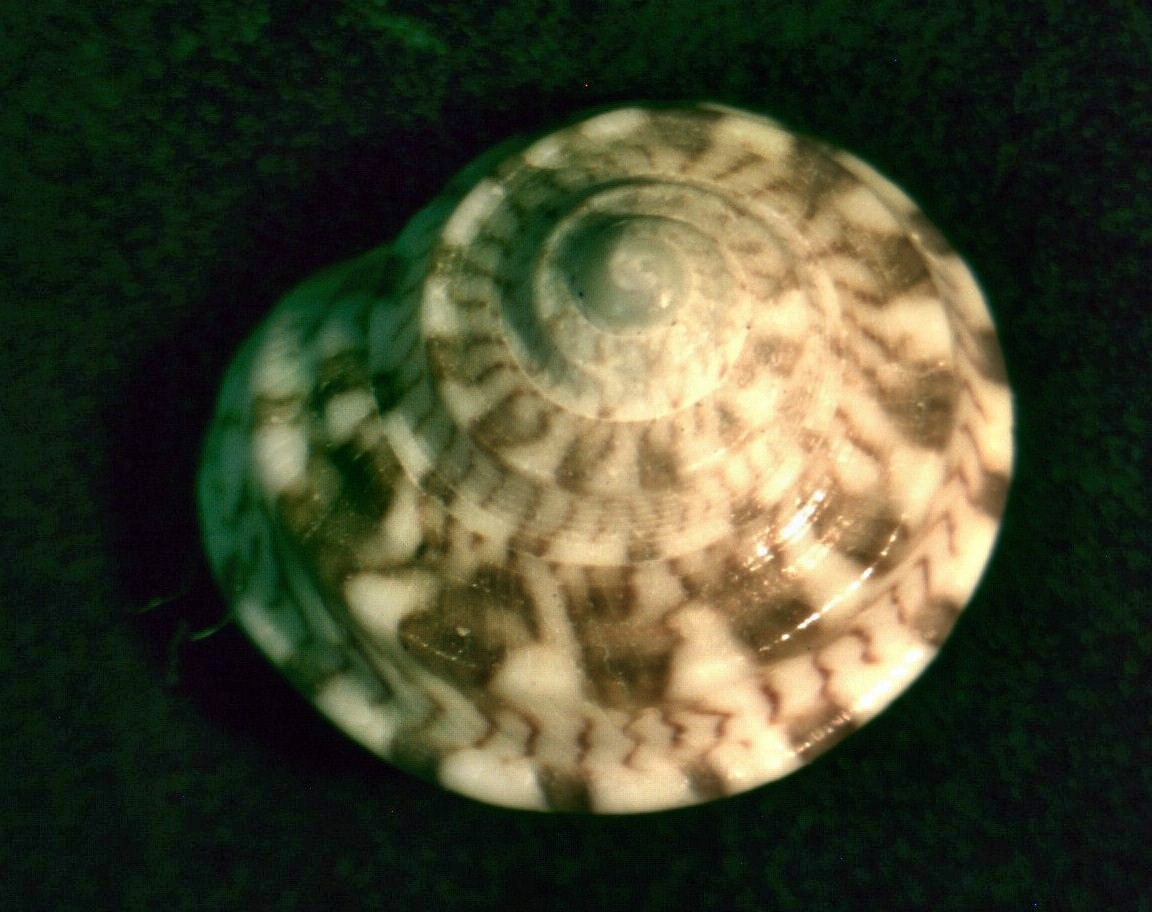
Notogibbula bicarinata, apical view